# Assumpta Albà i Ricart
Assumpta Albà i Ricart (Vilanova i la Geltrú, 1935) ha estat una lluitadora veïnal, social i feminista als barris de Sants i La Bordeta de Barcelona.
Va implicar-se en moviments veïnals i socials des dels anys 60, a l'entorn de la parròquia de Sant Medir Assistí a assemblees de Comissions Obreres i va ser membre activa del Moviment de Dones Democràtiques i s'implicà personalment en les mobilitzacions veïnals per qüestions urbanístiques liderades pel Centre Social de Sants.